# Kathinka Agerskov
Kathinka Hedevig Agerskov (født 8. august 1859 i Flensborg, død 23. november 1890 på Frederiksberg) var en dansk maler.
Kathinka Hedwig var datter af kaptajnen Andreas Julius Agerskov (1811-1872) og hans kone Kathinka Elisabeth Jakobine.
Hun blev uddannet af landskabsmaler Vilhelm Kyhn og studerede i København sammen med malerne Carl Thomsen og Christian Thørrestrup.
Hun havde udstillet på Charlottenborg siden 1884, og det var for det meste små interiører og genrebilleder med få figurer. Da Kunstskolen for Kvinder tilknyttet Københavns Kunstakademi blev grundlagt i 1888, deltog hun i skolens forberedende klasse siden februar / marts 1889 og modelklassen i foråret 1890, som hun måtte forlade kort derefter på grund af sygdom; hun døde samme år.
Kathinka Hedwig giftede sig med lægen Ernst Carl Michael Christian Bilsted (1853–1936) den 25. juli 1889 i Frederiksberg.